# Lope de Luna
Lope de Luna (1315 - Pedrola, 19 de junio de 1360) fue un noble aragonés de la Casa de Luna, del linaje de los Ferrench de Luna, IX señor de Luna, en calidad de tenente y primer conde de Luna.

## Ascendencia
Hijo de Artal III de Luna, VIII señor de Luna, y de su esposa Martina Sanz de Huerta.

## Matrimonios y descendencia
Se casó en primeras nupcias con Violante de Aragón, hija de Jaime II de Aragón, que era viuda de Felipe, déspota de Romania, con quien no tuvo descendencia. De este modo emparentó con la Casa Real de Aragón. 
Se casó nuevamente con Brianda de Agoult (o de Got o de Aquaviva), hija del conde de Got, el cual era pariente del papa Clemente V, con quien tuvo a Maria de Luna, IV señora de Segorbe, que se casaría con el rey Martín el Humano. De este matrimonio también nació Brianda de Luna que aunque casó legítimamente con D. Lope Ximénez de Urrea, huyó para vivir con su amado D. Luis Cornel, señor de Alfajarín, con quien tendría tres hijos, Francisco Luis Cornel, señor de Vall de Almonacid y de su castillo, Brianda y Leonor, desencadenando una guerra.
Más tarde se casó con María de Altura, con quien tendría a Fernando López de Luna, señor de Ricla, que casaría con Emilia Ruiz de Azagra, III señora de Villafeliche.

## Campañas militares
Fue un gran colaborador de Pedro IV el Ceremonioso durante la expedición a Cerdeña.
Participó en la Guerra de la Unión y en 1348 recibió el título de Conde de Luna por su victoria en la batalla de Épila contra la Unión de Aragón, pasando Luna de tenencia a señorío hereditario. 

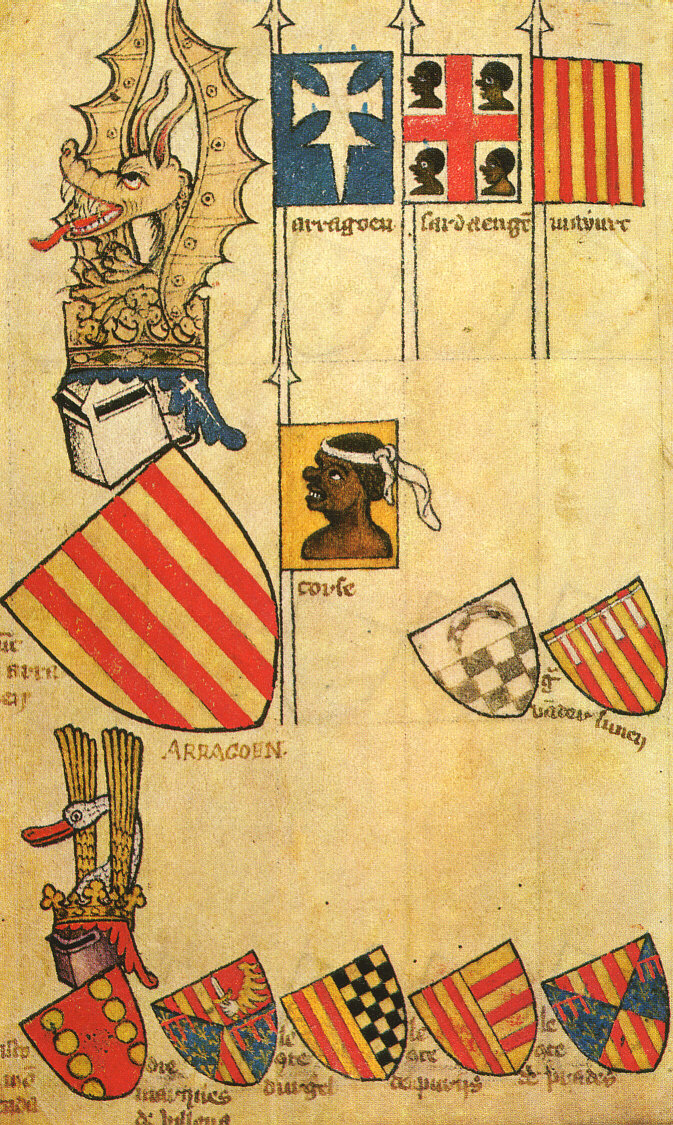
Página del Armorial de Gelre donde aparece el escudo de la Casa de Luna.